# Achille Martinet
Achille Louis Martinet, född den 21 januari 1806 i Paris, död där den 9 december 1877, var en fransk kopparstickare. 
Martinet utförde gravyrer efter Rafael, Murillo och efter samtida konstnärer, som Gallait och Cogniet med flera. Bland hans lärjungar märks Gustave Bertinot.

## Utmärkelser
- Riddare av Hederslegionen,  1846[8]
- Officer av Hederslegionen,  1864[8]
- Riddare av Leopoldsorden

[Redigera Wikidata]